# کریگ پاوسون
کریگ پاوسون (به انگلیسی: Craig Pawson) (زاده ۲ مارس ۱۹۷۹) داور حرفه‌ای فوتبال اهل انگلستان است که عمدتاً در لیگ برتر قضاوت می‌کند و در سال ۲۰۱۳ به هیئت داوران گروه منتخب و همچنین در لیگ فوتبال ارتقا یافته است.

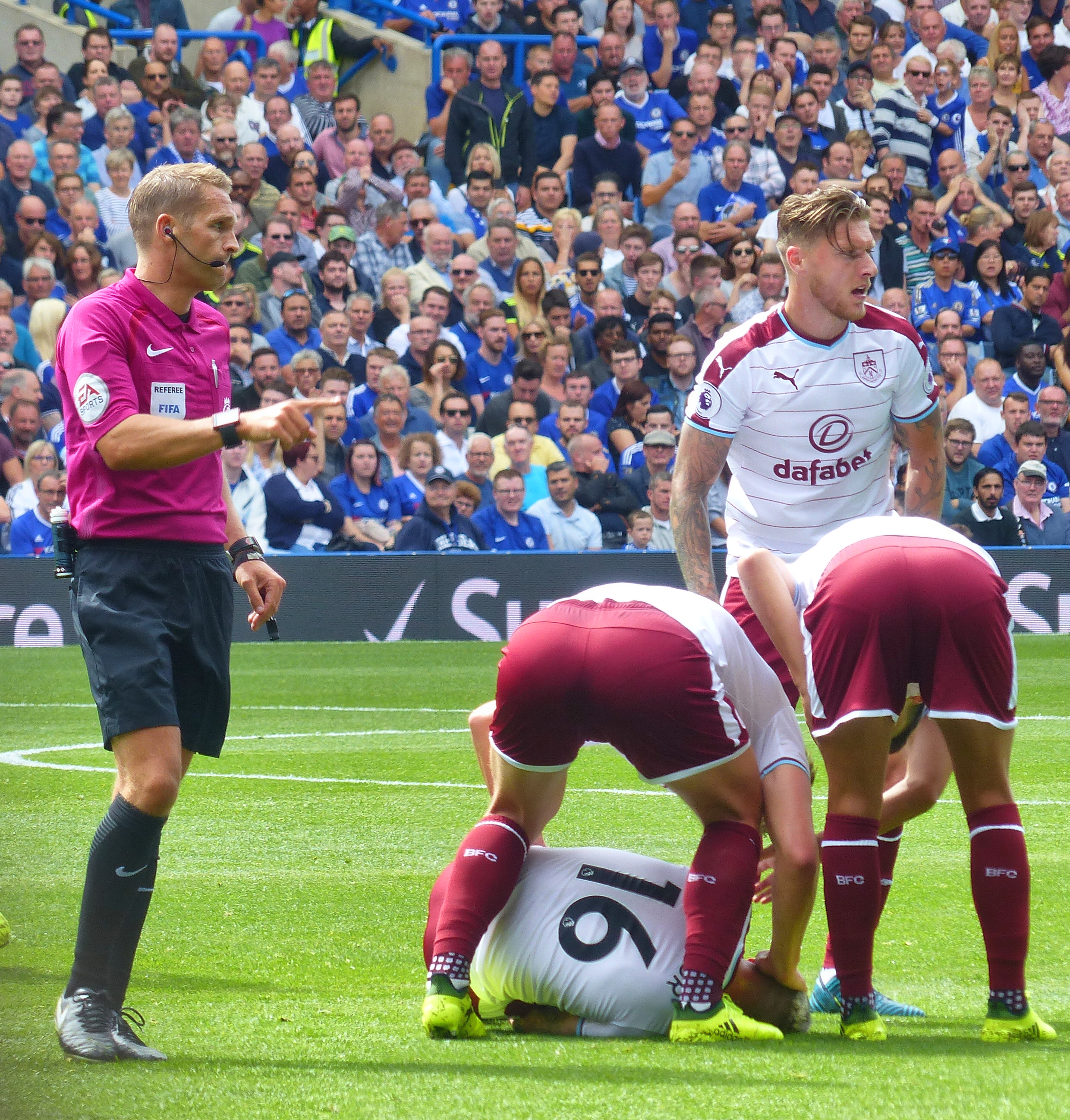
کریگ پاوسون در حال قضاوت دیدار دو تیم چلسی و برنلی در اوت ۲۰۱۷

او در یورک‌شر جنوبی زندگی می‌کند و عضو اتحادیه فوتبال شهرستان شفیلد و هالمشر است.